# 臺灣巡撫衙門

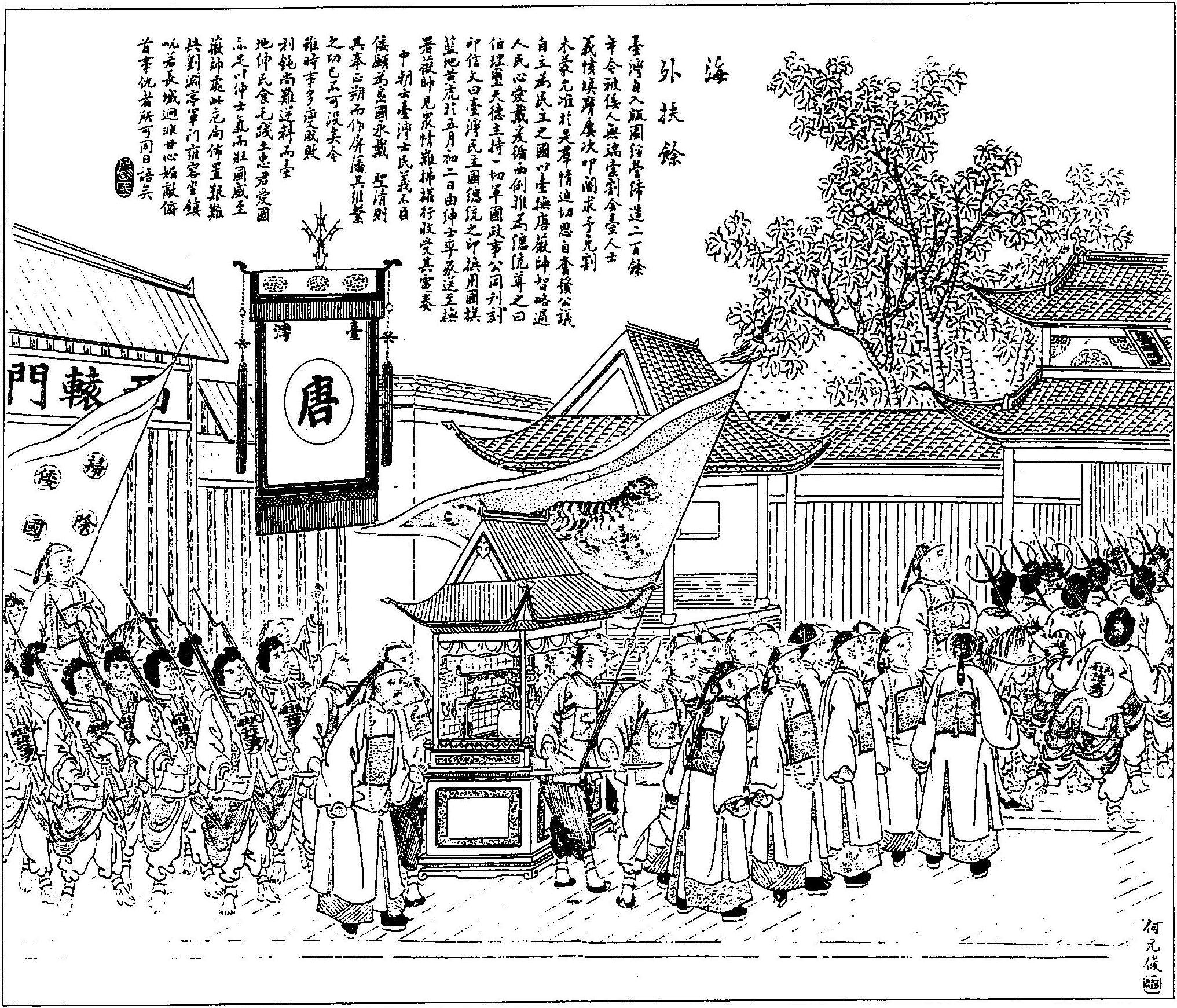
點石齋畫報刊印臺灣民主國成立的遊行送印場景於臺灣巡撫衙門。

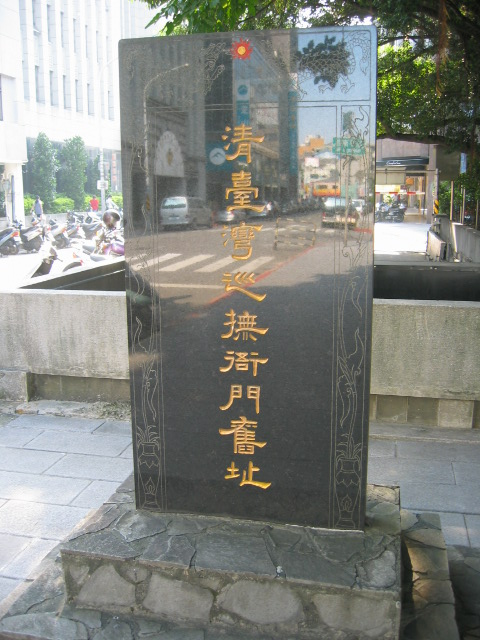
臺灣巡撫衙門舊址碑，位於現在的中山堂旁邊。

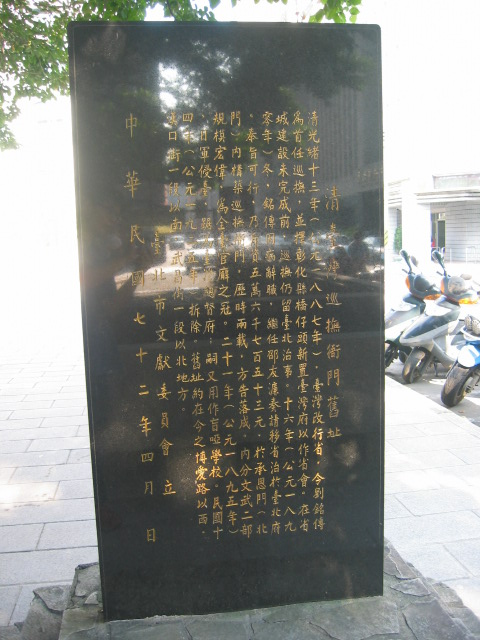
臺灣巡撫衙門舊址碑背面。

臺灣巡撫衙門為清朝福建灣省地位最高的衙署，當時與鄰近的欽差行臺遙遙相望。原址位於今中山堂左側、孫中山銅像後方、臺北市政府警察局附近設有「清臺灣巡撫衙門舊址」石碑。

## 歷史
依據舊址石碑內文的記載，劉銘傳任灣巡撫時期選定在北移後的臺灣府（今臺中市）橋仔頭建造臺灣省城，完工前劉銘傳續留臺北延平南路、武昌街口所建之巡撫衙門，故延平南路舊稱為撫臺街，以至於日治時期建於延平南路上的「大和町洋樓」被後世冠上臺北撫台街洋樓。後繼任巡撫邵友濂將省會由建造中的省城移往臺北府，於承恩門內構築巡撫衙門，耗資57,653銀元，歷經兩年方告落成內，分文武兩部，規模宏偉，為臺灣官廳之冠。
1895年，清廷與日本簽訂《馬關條約》，割讓福建臺灣省（含澎湖廳）予日本。日軍進入北城後，日軍據台灣巡撫衙門及欽差行臺為臺灣總督府、布政使司衙門為近衛師團司令部（1917年又改為臺灣總督辦公廳舍）。直到1919年正式的臺灣總督府（今中華民國總統府）落成。昭和6年（1931年），以紀念裕仁天皇登基為由，決定在布政使司衙門、欽差行臺前廣場興建臺北公會堂（今中山堂）。除了部分布政使司衙門及欽差行臺建築移往圓山動物園（臺北市立兒童育樂中心昨日世界舊址，日後毀於颱風）、淨土宗臺北別院（今善導寺）及臺北植物園內保存外，其餘附近房舍皆於1932年8月予以拆除。